# Distrito de Dinant
El Distrito de Dinant (en francés, Arrondissement de Dinant) es uno de los tres distritos administrativos de la Provincia de Namur, Bélgica. Posee la doble condición de distrito administrativo y judicial. El distrito judicial de Dinant también comprende los municipios del vecino distrito de Philippeville.

## Lista de municipios
- Anhée
- Beauraing
- Bièvre
- Ciney
- Dinant
- Gedinne
- Hamois
- Hastière
- Havelange
- Houyet
- Onhaye
- Rochefort
- Somme-Leuze
- Vresse-sur-Semois
- Yvoir

- Datos: Q93740